# Sundsjön, Gästrikland
Sundsjön är en sjö i Ockelbo kommun i Gästrikland och ingår i Testeboåns huvudavrinningsområde.